# César Germaná

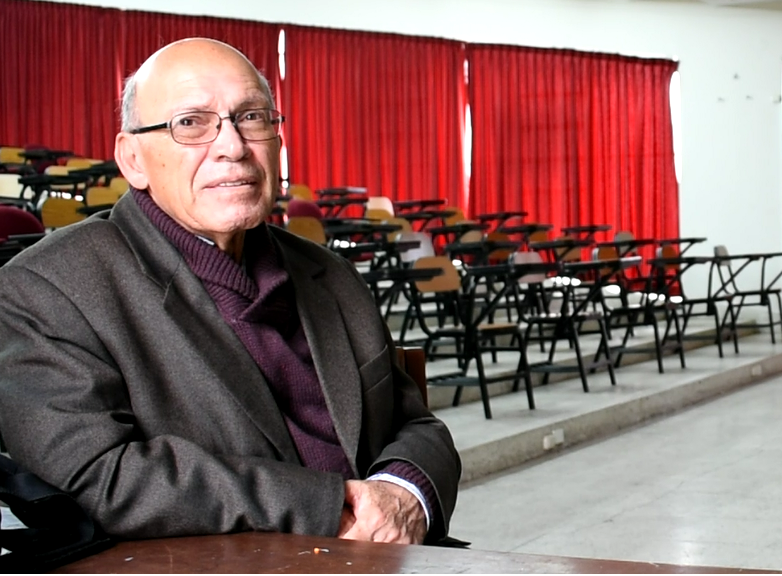
César Germaná (2018)

César Germaná Cavero (* 20. Jahrhundert) ist ein peruanischer Soziologe und emeritierter Professor der Sozialwissenschaften.

## Beruflicher Werdegang
César Germaná erwarb als akademischen Grad zunächst einen Master in Soziologie an der Universidad de Santiago de Chile. Später promovierte er mit seiner 1992 (1995 durch die Comisión Nacional del Centenario de José Carlos Mariátegui publiziert) vorgelegten Dissertationsschrift Socialismo y democracia en el pensamiento de José Carlos Mariategui und erhielt dadurch einen Ph.D. in Ibero-Amerikanistik von der Universität Stendhal Grenoble III in Frankreich. Bis zu seiner Emeritierung im Jahre 2017 lehrte er als Professor an der Universidad Nacional Mayor de San Marcos (UNMSM) in Lima.
Im Rahmen seiner wissenschaftlichen Tätigkeit war er Teilnehmer an Kongressen der Asociación Latinoamericana de Sociología (ALAS). César Germaná greift in seinen Arbeiten die Wahrnehmung auf, wonach mit Beginn des 21. Jahrhunderts in Lateinamerika und in weiten Teilen der Welt eine Wiederbelebung des kritischen Denkens erfolgt ist, in dessen Verlauf sich eine Fokussierung auf ethische und politische Perspektiven vollzieht. Im Wesentlichen befassen sich seine Arbeiten mit kritischen Analysen zum Wirken eurozentristischer Einflüsse in lateinamerikanischen Gesellschaften, die sich auch auf Arbeiten zum Postkolonialismus und aus dem Bereich Subaltern Studies Bezug nehmen. Germaná geht mit dem peruanischen Soziologen Quijano konform, der in Modernität und Kolonialität zwei korrespondierende Faktoren des aktuell noch bestehenden internationalen Machtmusters (spanisch: patrón de poder) erkannte.

## Ausgewählte Arbeiten
- César Germaná: La polémica haya de la Torre-Mariátegui. reforma o revolución en el Perú. In: Cuadernos de sociedad y política, Nr. 2, Perugraph Editores, Piura
- César Germaná Cavero: Socialismo y democracia en el pensamiento de José Carlos Mariategui. Grenoble 1992. (Dissertationsschrift)[4]
- César Germaná et al.: La migración internacional: el caso peruano. Fondo Editorial de la Facultad de Ciencias Sociales, UNMSM, Lima 2005, ISBN 9972255271[5]
- Cristóbal Aljovín de Losada, César Germaná Cavero: La universidad en el Perú. Fondo Editorial, Universidad Nacional Mayor de San Marcos (Konferenzpapier), Lima 2002, ISBN 9972461807[6]
- Mariátegui, José Carlos (1894–1930). In: Immanuel Ness: The International Encyclopedia of Revolution and Protest. 1500 to the Present. New York 2009, ISBN 978-1-4051-8464-9
- César Germaná: Una epistemología otra: el proyecto de Aníbal Quijano. In: Nómadas, Nr. 32 (2010), Universidad Central de Colombia, Bogotá, S. 211–221